# FC Santos Tartu
FC Santos Tartu é uma equipe estoniana de futebol com sede em Tartu. Disputa a terceira divisão da Estónia (Esiliiga B).
Seus jogos são mandados no Tamme Stadium, que possui capacidade para 1.000 espectadores.

## História
O FC Santos Tartu foi fundado em 2006.
Em 2014, foi vice-campeão da Copa da Estônia e participou da Liga Europa 2014-15, já que o FC Levadia Tallinn (Campeão da Copa da Estônia e Meistriliiga), classificou-se a Liga dos Campeões 2014-15.
O Santos Tartu nunca participou da primeira divisão da Estónia, porém participou da Liga Europa de 2014-15, sendo eliminado na primeira classificatória da competição.